# Irma Eréndira Sandoval
Irma Eréndira Sandoval Ballesteros, née le 30 avril 1972 à Mexico, est une politologue et femme politique mexicaine. Elle est secrétaire à la Fonction publique, au sein du gouvernement López Obrador, de décembre 2018 à juin 2021.

## Débuts et formation
Irma Eréndira Sandoval Ballesteros naît le 30 avril 1972 à Acapulco (Guerrero). Son père est l'homme politique Pablo Sandoval Ramírez (es), ancien président de la Chambre des députés, figure universitaire, syndicale et paysanne de l’État du Guerrero, qui fut aussi dirigeant du Parti communiste mexicain et conseiller national du Parti de la révolution démocratique (PRD). Sa mère est l'historienne Carmen Ballesteros Corona. L'avocat Netzaí Sandoval (es) et le coordinateur des programmes de développement du Guerrero Pablo Amílcar Sandoval (es) sont ses frères. Elle est mariée avec le politologue mexicain John M. Ackerman (es).
Elle a obtenu un master en études latino-américaines à la faculté des sciences politiques et sociales de l'université nationale autonome du Mexique (UNAM), et un master en sciences politiques l'université de Californie à Santa Cruz. Elle est ensuite docteur en sciences politiques de cette université, diplômée en économie de l'UNAM et en sociologie de l'université autonome métropolitaine.
Dans sa jeunesse elle milite au Conseil général de grève des classes prépas de l’UNAM ainsi qu'aux comités universitaires de soutien au soulèvement zapatiste, en 1994.

## Parcours professionnel
Chercheuse à temps complet à l'Institut de recherches sociales de l'Université nationale autonome du Mexique, elle est membre du système national des chercheurs (es). Directrice du Laboratoire de documentation et analyse de la corruption et de la transparence de l'UNAM, elle est une experte reconnue sur les thèmes de fiscalisation, corruption, transparence, lois d'accès à l'information (open data) et d'obligation de rendre des comptes comptes pour les élus. Elle a été directrice de la Revue Quórum et coordinatrice de recherches de l'Institut de recherches législatives de la Chambre des députés. Consultante pour la Banque Mondiale, le Programme des Nations unies pour le Développement (PNUD), l'Open Society Institute, le Budget Accountability Project, le Global Integrity, et la Chambre des députés du Mexique.
Ses textes ont été publiés par le Fond de Culture Économique, la maison d'édition la plus importante du Mexique, mais aussi par la Revue Mexicaine de Sociologie, la revue Profils Latinoaméricains, par l'Institut de recherches sociales, l'Institut de recherches juridiques, la revue Quórum, l'Institut d'accès à l'information publique du District fédéral, la Administrative Law Review et l'Institut fédéral d'accès à l'information publique (IFAI). Elle a proposé avec la revue Proceso l'accès public aux bulletins de vote de l'élection présidentielle de 2006. En 2007 et 2008 elle a été proposée pour faire partie du conseil général de l'Institut fédéral électoral (IFE), et reçoit le soutien de diverses organisations non gouvernementales ainsi que de nombreux universitaires, intellectuels et membres de la société civile. Elle fait partie du Comité concitoyen pour la réforme électorale.
En 2009 elle a été récompensée par le Prix Manuel Espinosa Yglesias, pour son travail “ Dynamiques politiques de la libéralisation financière : crise, rentisme et interventionnisme néolibéral ".

## Action ministérielle
Sa nomination au secrétariat à la Fonction publique a suscité de vives attentes au sein de la société civile en matière de lutte contre la corruption.
Lors de son arrivée au secrétariat, elle rend obligatoire pour les fonctionnaires fédéraux de déclarer leurs biens et leurs potentiels conflits d’intérêts. Elle entame un travail de détection et de sanction des actes de corruption qui conduit en mai 2019 à un bilan de plus de 6 000 procédures contre des fonctionnaires de l’administration fédérale, dont au moins 400 d’entre eux ont été suspendus ou exclus. En ce qui concerne la corruption dans le secteur privé et dans la fonction publique locale elle souhaite soutenir les lanceurs d'alerte grâce à une loi qui les doterait d'une protection étendue.

## Publications
- (es) Irma Eréndira Sandoval Ballesteros (coord.) et Wesley C Marshall, Interés público, asociaciones público-privadas y poderes fácticos, Mexico, Universidad Nacional Autónoma de México, Instituto de Investigaciones Sociales, Laboratorio de Documentación y Análisis de la Corrupción y la Transparencia, 2015, 224 p. (ISBN 978-607-02-6742-0)
- (es) Irma Eréndira Sandoval Ballesteros, Crisis, rentismo e intervencionismo neoliberal en la banca, México (1982-1999), Mexico, Centro de Estudios Espinosa Yglesias, 2011 (ISBN 978-607-8036-07-3)
- (es) Irma Eréndira Sandoval Ballesteros (coord.) et Susan Rose-Ackerman, Corrupción y transparencia : debatiendo las fronteras entre Estado, mercado y sociedad, Mexico, Siglo XXI, 2009, 502 p. (ISBN 978-607-03-0073-8, lire en ligne)
- (es) Transparencia y control ciudadano : comparativo de grandes ciudades, Mexico, Instituto de Acceso a la Información Pública del Distrito Federal, coll. « Ensayos para la transparencia de la Ciudad de México », 2008 (lire en ligne)
- (es) Irma Eréndira Sandoval Ballesteros, « Opacidad en el manejo de recursos públicos: el caso de fondos y fideicomisos », dans Jonathan Fox et al., Derecho a saber: balance y perspectivas cívicas, Mexico, Fundar, Centro de Análisis e Investigación, 2007, p. 203 - 210
- (es) Irma Eréndira Sandoval Ballesteros, Rendición de Cuentas y Fideicomisos : el Reto de la Opacidad Financiera, vol. 10, Mexico, Auditoría Superior de la Federación, coll. « Cultura de la Rendición de Cuentas », 2007 (ISBN 978-968-5500-11-1, lire en ligne)
- (es) Irma Eréndira Sandoval Ballesteros, « Economía política del neoliberalismo: ideas, intereses y reversibilidad », Argumentos, UAM-Xochimilco, vol. 20, no 54,‎ 2007, p. 127-149 (ISSN 0187-5795, lire en ligne)
- (es) Irma Eréndira Sandoval Ballestero, « Leyes de Acceso a la Información en las grandes metrópolis internacionales », dans Salvador Guerrero (coord.), Claroscuros de la transparencia en el Distrito Federal : Horizontes en el escrutinio de la gestión pública, Mexico, Instituto de Acceso a la Información Pública del Distrito Federal et Comisión de Derechos Humanos del Distrito Federal, 2006 (lire en ligne), p. 131-142
- (es) Irma Eréndira Sandoval Ballesteros, « Hacia un enfoque “estratégico–relacional” del Estado: más allá del nuevo institucionalismo », Perfiles Latinoamericanos, Facultad Latinoamericana de Ciencias Sociales, vol. 12, no 25,‎ 2004, p. 217-235